# رودوپین
رودوپین (انگلیسی: Rhodopin) نوعی کاروتنوئید است و در واقع کاروتنوئید اصلی در باکتری‌های فتوتروپیک از جمله رودومیکروبیوم وانیلی و رودوپسودومونا اسیدوفیلا می‌باشد.